# У дома за Коледа
„У дома за Коледа“ (на английски: I'll Be Home for Christmas) е американска коледна семейна комедия от 1998 г. на режисьора Арлийн Санфорд, а сценарият е на Том Нърсал и Харис Голдбърг. Във филма участват Джонатан Тейлър Томас, Джесика Бийл, Адам ЛаВорна, Шон О'Брайън и Гари Кол. Премиерата на филма е на 13 ноември 1998 г.